# Historia Żydów w Bytomiu

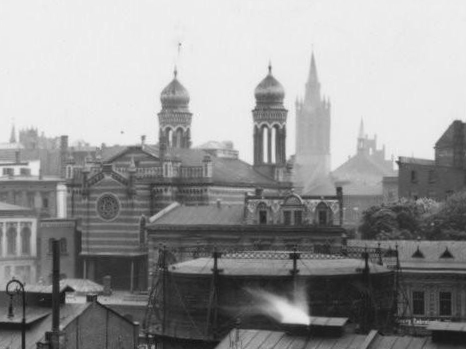
Synagoga w Bytomiu, istniejąca w latach 1869–1938

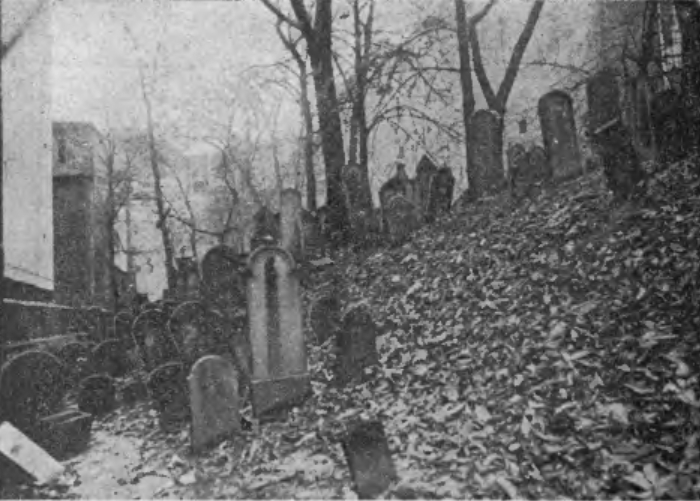
Stary cmentarz żydowski przed 1933

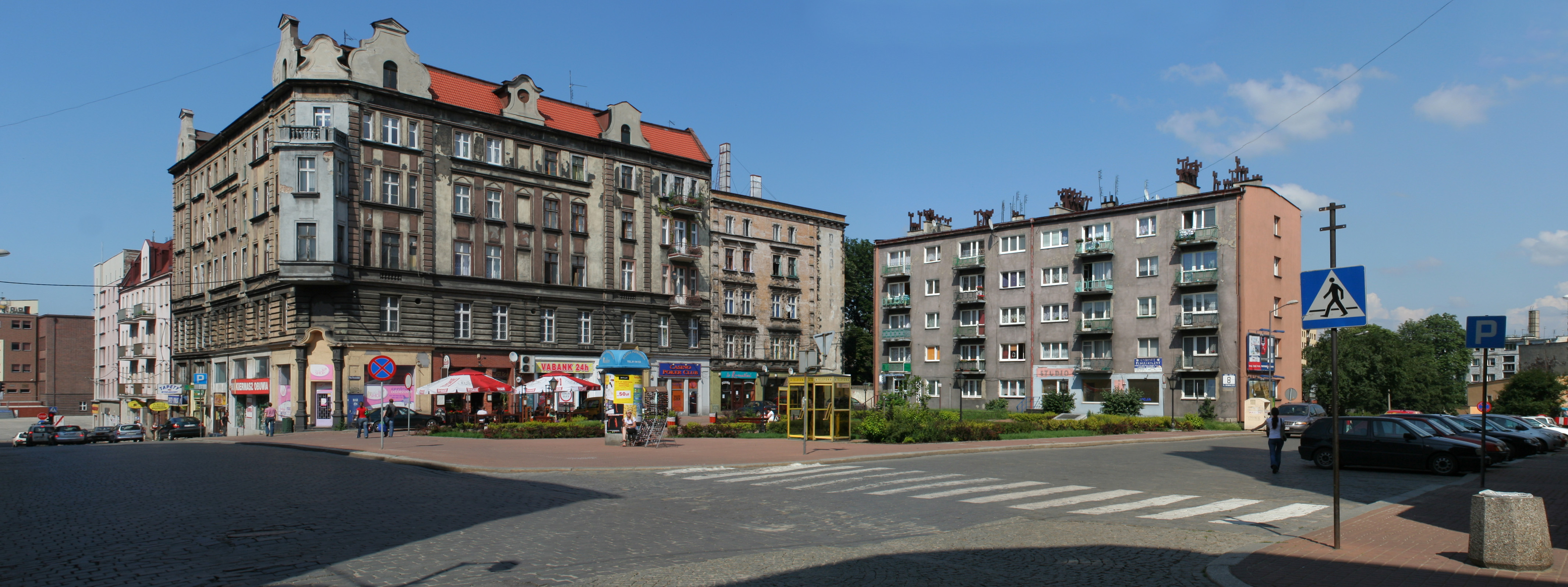
Plac Grunwaldzki, po lewej kamienica nr 6 mieszcząca do 2017 żydowską salę modlitwy

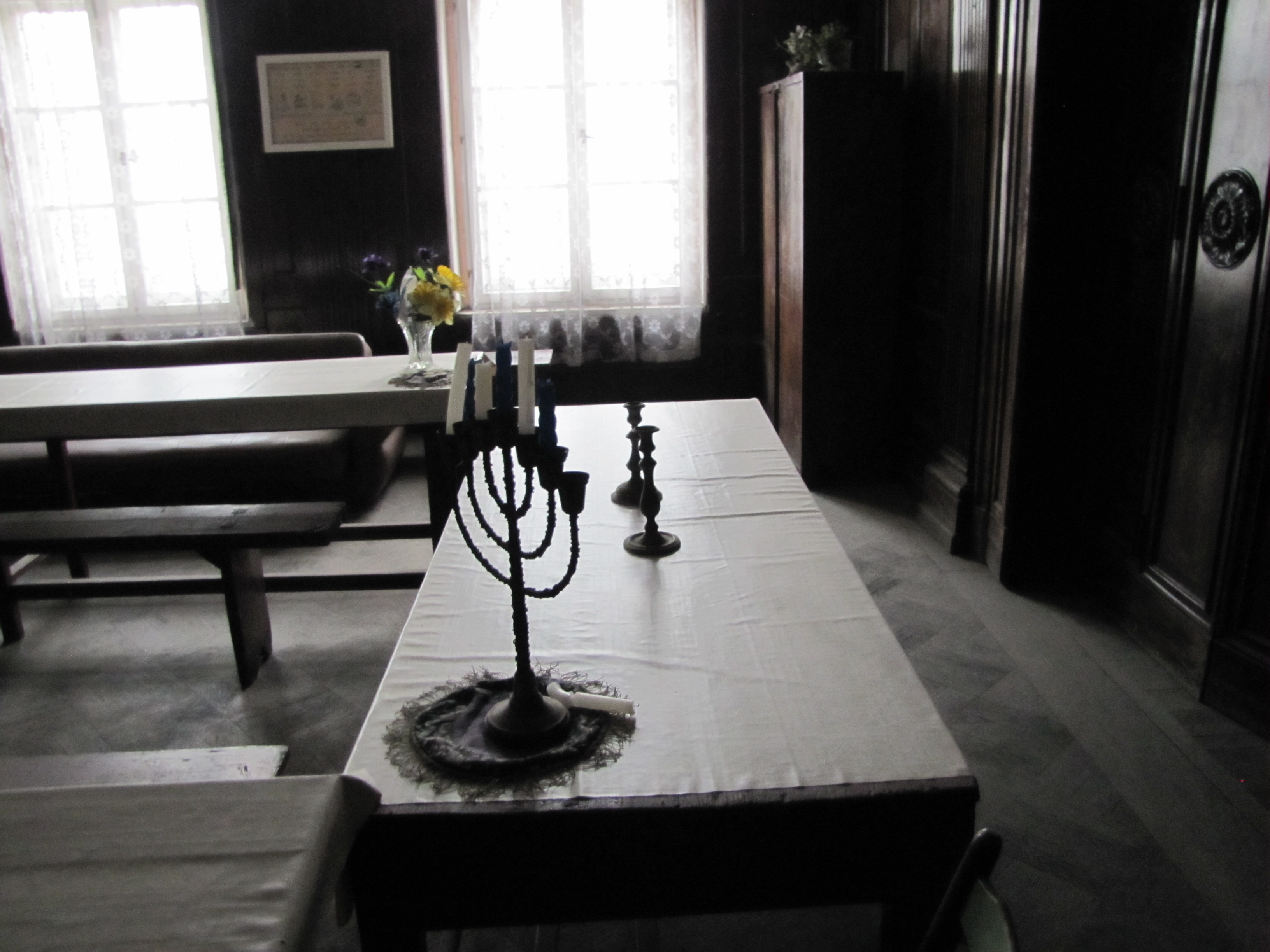
Wnętrze żydowskiej sali modlitwy przy pl. Grunwaldzkim w 2016

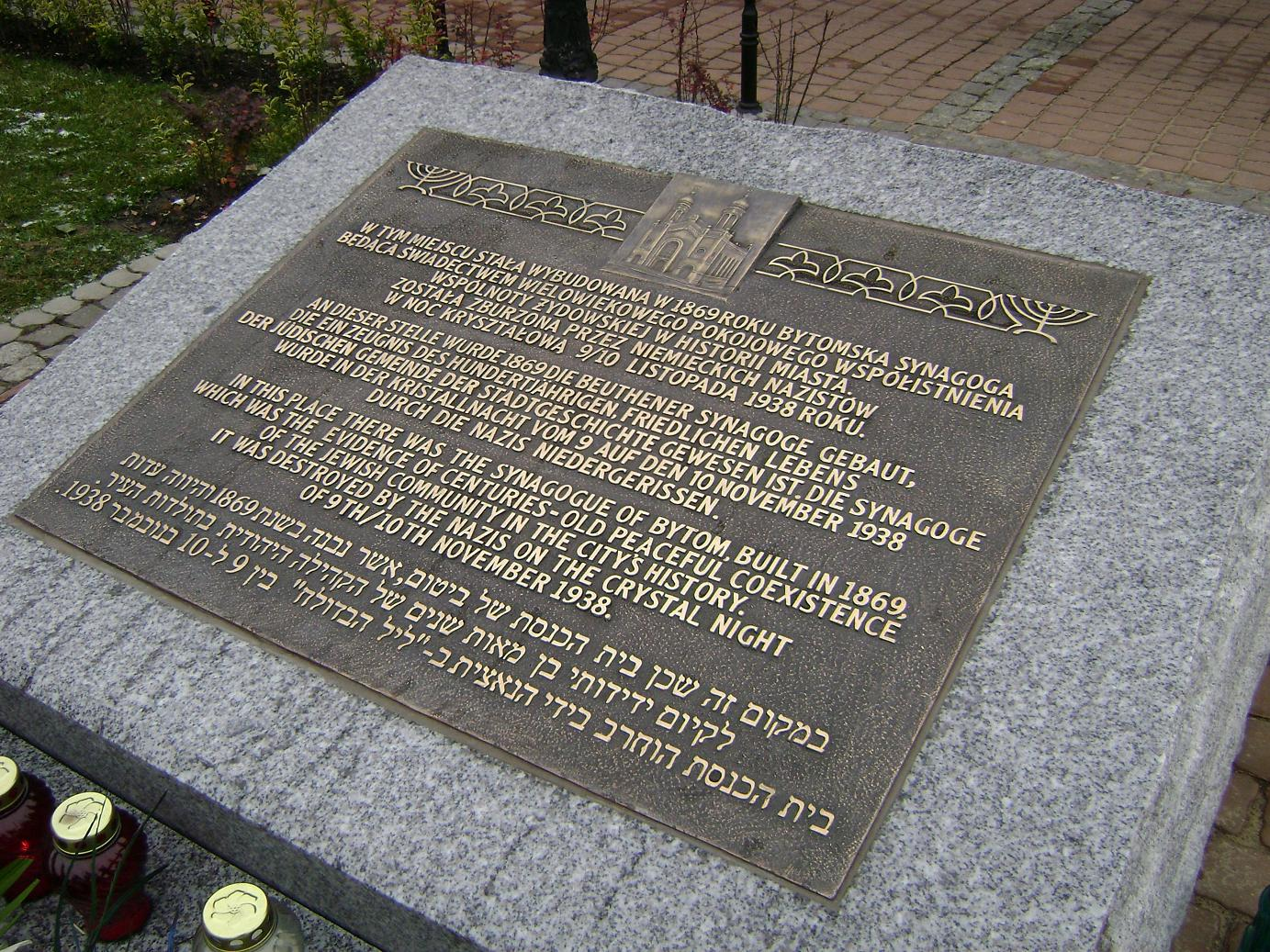
Tablica upamiętniająca zburzoną przez hitlerowców synagogę

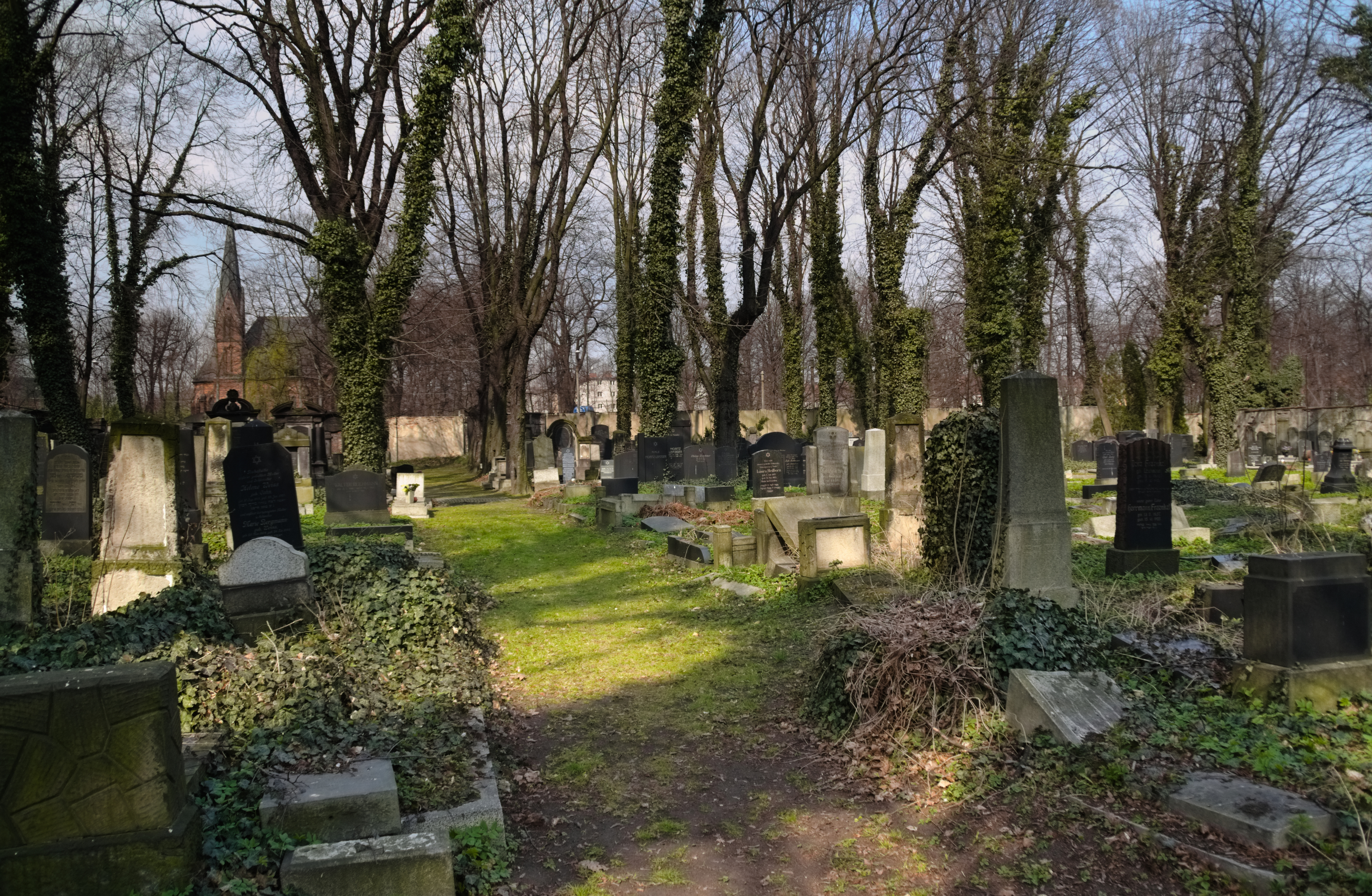
Nowy cmentarz żydowski

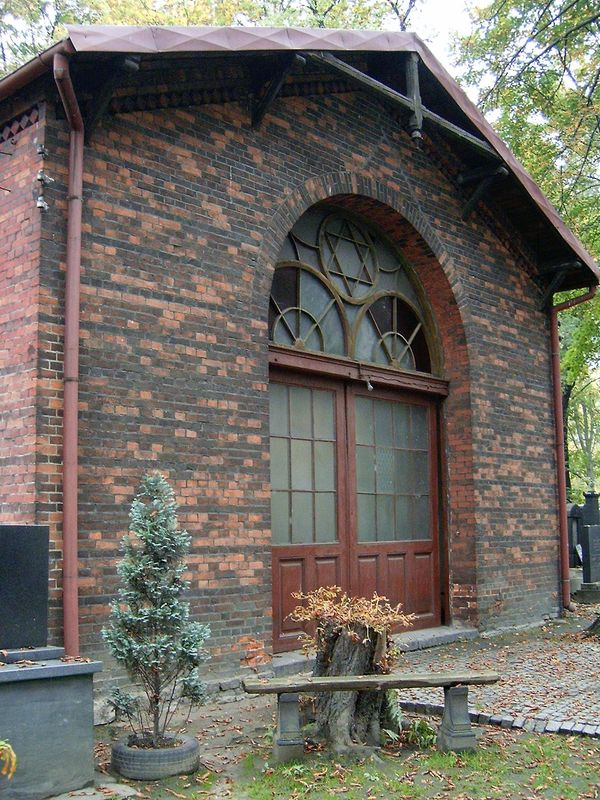
Dom przedpogrzebowy na nowym cmentarzu żydowskim

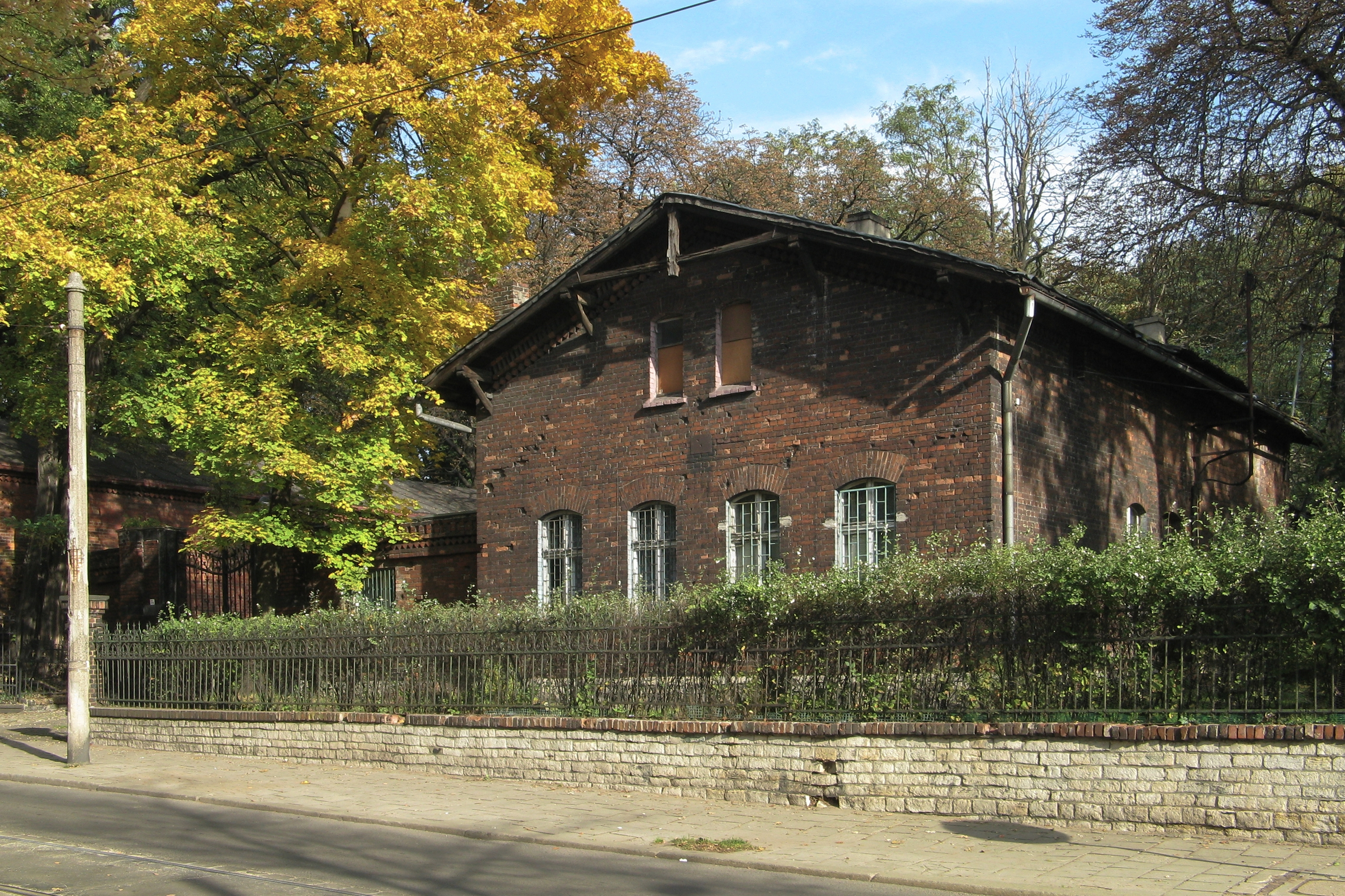
Dawna siedziba bractwa pogrzebowego przy nowym cmentarzu żydowskim

Historia Żydów w Bytomiu – dzieje społeczności wyznającej judaizm w Bytomiu od najwcześniejszych informacji o zamieszkaniu jej przedstawicieli w mieście w XIV wieku do czasów współczesnych.

## Dzieje bytomskiej społeczności żydowskiej

### Początki obecności Żydów w Bytomiu
Nie ma możliwości dokładnego określenia momentu pojawienia się Żydów na terenie Bytomia. Pierwsze zachowane źródła mówiące o ich stałym zamieszkaniu w mieście pochodzą z XIV wieku. Nakaz wydalenia Żydów z ziem Habsburgów wydany przez cesarza Ferdynanda I w 1559, potwierdzony również później przez Rudolfa II, nie był tu respektowany z uwagi na wchodzenie Bytomia w skład prywatnych państw stanowych, rządzonych przez inne rody. Osadnictwo żydowskie na terenie miasta podlegało jednak licznym restrykcjom i zezwalanie na nie odbywało się incydentalnie, wywołując skargi ludności miejscowej oraz rady miejskiej. Jego ograniczenia zostały złagodzone wraz z rozpoczęciem się potopu szwedzkiego w Rzeczypospolitej, z której uchodźców przyjmowano w mieście niezależnie od wyznania w celu ożywienia Bytomia pod względem gospodarczym. W 1656 Urząd Wyższy we Wrocławiu ogłosił całkowite zezwolenie na zamieszkiwanie Żydów w Bytomiu, co spotkało się z nieprzychylną reakcją rady miejskiej, w związku z czym wprowadzone zostały m.in. restrykcje co do wykonywania przez nich niektórych zawodów. Do zmiany tej sytuacji doszło w 1688 za czasów pełnienia władzy nad tym obszarem przez hrabiego Leona Ferdynanda Henckel von Donnersmarcka, który zrównał prawa Żydów i pozostałych mieszkańców miasta.
Do zmiany korzystnego położenia bytomskich Żydów doszło 29 listopada 1708, kiedy Karol VI Habsburg opublikował zarządzenie o usunięciu w ciągu 4 tygodni wszystkich Żydów terenu całego Śląska, jednak już kilka dni później ogłosił edykt tolerancyjny nadający Żydom prawo do mieszkania na Śląsku pod warunkiem opłacenia przez nich specjalnego podatku tolerancyjnego. W okresie tym w Bytomiu zamieszkiwały jedynie trzy rodziny żydowskie, natomiast w 1714 dołączyła do nich kolejna, a później następne, wskutek czego 1722 w mieście było już osiem takich rodzin, tworzonych w sumie przez 37 osób. Do 1756 liczba żydowskich mieszkańców Bytomia spadła do 30, a następnie w 1786 osiągnęła 40 osób.
Początkowo zmarli Żydzi z Bytomia chowani byli na cmentarzach żydowskich w Będzinie, Cieszowej i Mikołowie. Pierwszy cmentarz żydowski w Bytomiu został założony przy wałach miejskich w 1720.

### Założenie żydowskiej gminy wyznaniowej i rozwój społeczności
W latach 1770–1780 doszło do utworzenia Gminy Synagogalnej w Bytomiu (żydowskiej gminy wyznaniowej), skupiającej początkowo około 140 osób z miasta oraz okolicznych miejscowości i dysponującej niewielkim domem modlitwy. Pierwszym urzędnikiem gminy został Mordechai Chasan (później zmienił nazwisko na Persikaner), pochodzący z Wrocławia i dzierżawiący karczmę w Szombierkach. Zajmował się on prowadzeniem modlitw oraz ubojem rytualnym. 5 czerwca 1789 w Bytomiu działalność rozpoczęło bractwo pogrzebowe Chewra Kadisza.
W 1810 rozpoczęto budowę synagogi, a jej otwarcie miało miejsce 16 września 1810.
W 1811 w Bytomiu mieszkało 255 Żydów. Dzięki ogłoszonemu przez cesarza Fryderyka Wilhelma III w 1812 edyktowi tolerancyjnemu zniesione zostały ograniczenia co do wykonywanych przez nich zawodów, na skutek czego członkowie bytomskiej społeczności żydowskiej, do tej pory trudniący się głównie drobnym handlem, stawali się kupcami i przedsiębiorcami. Jej przedstawiciele założyli wówczas pierwszy bank na terenie miasta, prywatną łaźnię i pralnię parową oraz napędzane za pomocą pary młyn i piekarnię, jak również rozpoczęli wydawanie gazety lokalnej „Beuthener Stadt-Blatt”. Pozostawali również właścicielami bądź udziałowcami kopalń, hut i cynkowni. Zasiedli również na ważnych stanowiskach w radzie miejskiej. 
W połowie lat 50. XIX wieku do gminy wyznaniowej w Bytomiu należało już ponad 200 rodzin, z czego w samym mieście było to przeszło 1100 osób. W kolejnych latach nastąpił napływ Żydów pochodzących z terenów dawnych ziem Rzeczypospolitej (zaboru austriackiego i rosyjskiego). W mieście działały wówczas dwa chedery. Jeden z nich został w 1861 przekształcony w Żydowską Szkołę Gminną (szkoła podstawowa), w której naukę rozpoczęło 293 uczniów, natomiast pozostały drugi cheder uległ likwidacji w 1873. 
W 1865 wytyczona została działka pod powstanie nowego cmentarza żydowskiego, na którym pochówki rozpoczęto prowadzić od 1868.

### Powstanie nowej synagogi
Wraz ze wzrostem liczby członków bytomskiej gminy wyznaniowej dotychczasowa synagoga stała się zbyt mała na jej potrzeby. W 1867 podjęto decyzję o powstaniu nowego budynku synagogi. Do gminy należało wówczas ponad 1600 osób. 27 listopada 1867 miało miejsce ostatnie zgromadzenie w starej synagodze, po czym Torę przeniesiono do tymczasowego domu modlitwy powstałego na czas budowy w prywatnym obiekcie, a następnie używana do tej pory synagoga została wyburzona. Budowę nowej synagogi reformowanej rozpoczęto 25 maja 1868 i została ona otwarta 2 grudnia 1869. Sąsiadowała z nią mała synagoga, w której modlili się żydzi ortodoksyjni. Końcem XIX wieku w Bytomiu zamieszkiwało już około 2300 wyznawców judaizmu.

### Okres międzywojenny
W 1933 do gminy wyznaniowej żydowskiej w Bytomiu należało około 3200 członków, z czego około 10% stanowiła ludność pochodząca ze wschodu. W związku z niepokojami na tle społecznym i narodowościowym w latach 30. XX wieku rozpoczęła się regularna emigracja bytomskich Żydów do Palestyny, jak również Ameryki Północnej i Południowej. W organizacji wyjazdów pomagały im miejscowe organizacje żydowskie.
W związku z obawą o powrót polskich Żydów zamieszkałych w Niemczech do kraju rząd II Rzeczpospolitej  zdecydował o anulowaniu im paszportów, pozbawiając ich obywatelstwa, jeśli nie przeprowadzą oni aktualizacji dokumentów w konsulatach, a termin jej wykonania został ustalony na 29 października 1938. W celu wykorzystania tej sytuacji 26 października 1938 przez Główny Urząd Bezpieczeństwa Rzeszy została rozpoczęta „Polenaktion” w wyniku której 17 tysięcy Żydów pochodzenia polskiego zostało wywiezionych na granicę z Polską, m.in. do Bytomia, a następnie w nocy z 27 na 28 października na stacji kolejowej kilka tysięcy z nich oczekiwało na dalsze kroki hitlerowców, zostając następnie stamtąd przepędzeni przez granicę do Polski. 
Synagoga w Bytomiu oraz mała synagoga ortodoksyjna zostały zniszczone przez bojówki hitlerowskie podczas nowy kryształowej 9–10 listopada 1938. Doszło wówczas również do zdemolowania żydowskich lokali handlowych i usługowych. Następnie około 800 Żydów z miasta zostało przetransportowanych do obozu Buchenwald.

### Lata powojenne
Po włączeniu miasta do Polski 6 lutego 1945 przez zostało wydane pismo gwarantujące swobodę praktykowania wiary przez wyznawców judaizmu, w związku z czym w Bytomiu powstała lokalna placówka Żydowskiego Zrzeszenia Religijnego, w którego zarządzie wojewódzkim zasiadał bytomianin dr Mojżesz Neumann.
W związku z napływem do miasta ludności żydowskiej, głównie pochodzącej z Kresów Wschodnich, zostały tu założone trzy kibuce. 15 lutego 1946 powstała szkoła podstawowa hebrajska im. Chajima Nachama Bialika przy ul. Piekarskiej 56, funkcjonująca pod patronatem Centralnego Komitetu Żydów w Polsce. W niedługim czasie uległa ona likwidacji i w jej miejsce utworzony został półinternat dla dzieci rodziców pracujących. W marcu 1946 otwarta została również siedmioletnia Hebrajska Szkoła im. Bohaterów Getta, natomiast w obiektach dawnego żydowskiego domu starców przy ul. Jana Smolenia 4 jesienią 1946 powstała Szkoła Żydowska im. Icchaka Lejba Pereca, prowadzona pod nadzorem Komitetu Żydowskiego w Bytomiu. Funkcjonowała także bursa, świetlica dla młodzieży oraz klub sportowy. Powołane zostały liczne ośrodki produktywizacji i szkoły zawodowe dla Żydów, organizowane były także kursy przygotowujące do zawodu. Działał szereg żydowskich spółdzielni pracy oraz żydowskie partie polityczne. 
Zabudowania przy ul. Jana Smolenia 4 były wykorzystywane również na potrzeby Żydowskiego Zrzeszenia Religijnego. Znajdowało się tam jego biuro, jak również prowadzone przez nie biblioteka i koszerna stołówka oraz istniejąca w okresie 1945–1949 w podziemiach jednego z budynków pod tym adresem mykwa. Zrzeszenie angażowało się również w działania związane z pomocą socjalną oraz opieką nad Żydami przybywającymi do Bytomia. Troszczyło się o istniejący tu żydowski sierociniec oraz cmentarze wyznaniowe.
W 1946 Żydowskie Zrzeszenie Religijne w Bytomiu zostało przekształcone w Kongregację Wyznania Mojżeszowego. Żydowski dom modlitwy zlokalizowany był w kamienicy położonej przy pl. Grunwaldzkim 6, w sąsiedztwie dawnej synagogi. Sala modlitw powstała na pierwszym piętrze budynku i zgromadzano się w niej w każdą sobotę oraz w święta. W 1946 rabinem wspólnoty został przybyły wówczas do miasta Izaak Eizig Liebes. Stanowił on głównego działacza organizacji Mizrachi na terenie Bytomia.
W związku z odbywającymi się w latach powojennych zajściami antyżydowskimi motywowanymi antysemityzmem, mającymi apogeum po pogromie kieleckim, latem 1946 w Bytomiu powstał oddział Komisji Specjalnej działającej przy Centralnym Komitecie Żydów w Polsce, która we współpracy z Milicją Obywatelską zajmowała się obroną funkcjonujących w mieście instytucji żydowskich, jak kibuce, ośrodki produktywizacji, bursa, dom dziecka i siedziba Komitetu Żydowskiego.
W okresie 1949–1950 w związku postanowieniem władz państwowym żydowskie spółdzielnie pracy, organizacje społeczne oraz niekomunistyczne partie polityczne uległy likwidacji, a placówki oświatowe i wychowawcze zostały zamienione w instytucje państwowe. 
Miejscowa Kongregacja Wyznania Mojżeszowego w 1949 stała się częścią ogólnopolskiego Związku Religijnego Wyznania Mojżeszowego. Jej przełożonym był przez długi okres Marian Akselrad, który wchodził w skład krajowego zarządu Związku Religijnego Wyznania Mojżeszowego. 

### Lata 50. i 60. XX wieku
Po utworzeniu w październiku 1950 Towarzystwa Społeczno-Kulturalnego Żydów w Polsce i powstaniu jego Zarządu Wojewódzkiego w Katowicach powołany został oddział lokalny Towarzystwa w Bytomiu, skupiający w 1952 220 członków. W 1957 doszło do reaktywacji polskiej Centrali Żydowskiej Pomocy Społecznej „Joint”, a jej oddział rozpoczął działalność w Bytomiu.
W 1967 nakazem władz miejskich likwidacji uległ stary cmentarz żydowski w Bytomiu. W wyniku prowadzonej przez władze kampanii antysemickiej w latach 1967–1968 i wydarzeń Marca 1968 doszło do masowej emigracji osób pochodzenia żydowskiego z Polski, w tym także z Bytomia. W 1969 w związku z tym doszło do likwidacji miejscowego oddziału Towarzystwa Społeczno-Kulturalnego Żydów w Polsce.

### Utrata samodzielności przez gminę wyznaniową i jej likwidacja
Kongregacja Wyznania Mojżeszowego w Bytomiu funkcjonowała jako samodzielna gmina wyznaniowa do 1992, kiedy została przekształcona w filię Gminy Wyznaniowej Żydowskiej w Katowicach. W 1995 doszło do reaktywacji działalności bytomskiego oddziału Towarzystwa Społeczno-Kulturalnego Żydów w Polsce.
Bytomski żydowski dom modlitwy został zamknięty 22 sierpnia 2017, a miejscowa filia Gminy Wyznaniowej Żydowskiej w Katowicach uległa wówczas likwidacji. Wyposażenie domu modlitwy wraz ze znajdującym się tam trzecim co do wielkości księgozbiorem hebrajskich ksiąg religijnych na terenie kraju zostało wtedy przekazane przez katowicką gminę wyznaniową na mocy darowizny na rzecz Muzeum Górnośląskiego i stało się bazą prezentowanej tam od 2021 wystawy stałej „Ślad pokoleń. Od synagogi do Żydowskiego Domu Modlitwy w Bytomiu”. 
W 2021 miasto zamieszkiwało kilkudziesięciu Żydów, a zachowaniem ich dziedzictwa zajmowało się Bytomskie Stowarzyszenie Kultury Żydowskiej „Beit”.